# Regiunea Loveci
Loveci este o regiune (oblastie) din centrul Bulgariei. Se învecinează cu regiunile Gabrovo, Stara Zagora, Plovdiv, Sofia, Vrața și Plevna. Capitala sa este orașul omonim. Cuprinde 8 obștine (comune):
- Aprilți
- Iablanița
- Letnița
- Loveci
- Lukovit
- Teteven
- Troian
- Ugărcin